# Varanus nuchalis
Varanus nuchalis (лат.) — вид ящериц из семейства варанов (Varanidae).

## Описание
Основная окраска — чёрная, рисунок может быть очень изменчивым. В то время как у экземпляров с островов Негрос, Панай и Себу на спине расположены поперечные ряды светлых пятен, животные с островов Масбате и Тикао однотонно чёрные и не имеют рисунка на спине. У всех животных этого вида отличительный беловатый рисунок заметен на голове. Чешуи на шее увеличенные. Может достигать общей длины до 130 см, длина хвоста приблизительно в 1,4—1,7 раза превышает длину тела.
Этот вид варанов хорошо приспособлен к полуводному образу жизни, о чём свидетельствует сильно сжатый с боков хвост.

## Распространение
Распространен на некоторых мелких западных островах Филиппинского архипелага (Тикао, Масбате, Панай, Гуимарас, Негрос и Себу).

## Систематика
Вид Varanus nuchalis является представителем подрода Soterosaurus и входит в группу близкородственных видов Varanus salvator («водные вараны»). Помимо Varanus nuchalis в эту группу входят полосатый варан (Varanus salvator), Varanus cumingi, Varanus marmoratus и Varanus togianus. Ранее этот вид рассматривался в качестве подвида полосатого варана под названием Varanus salvator nuchalis.